# 毁灭天使和恶魔打断残暴者与纵欲者的狂欢

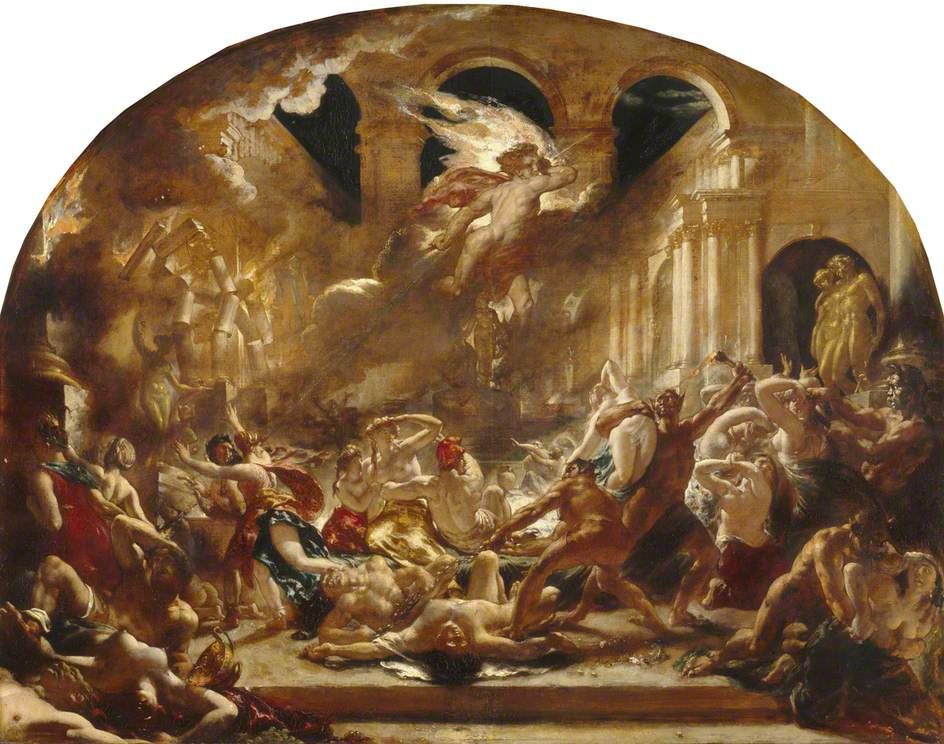
毁灭天使和恶魔打断残暴者与纵欲者的狂欢

《毁灭天使和恶魔打断残暴者与纵欲者的狂欢》，也被称为《毁灭天使和恶魔对邪恶者与纵欲者施以神圣复仇》和《堕落之殿的毁灭》， 是英国艺术家威廉·埃蒂于1832年创作的油画，于同年首次展出。埃蒂因裸体画而闻名，但也因此获得了毫无品位、难登大雅之堂和缺乏创造力的恶名。他希望借助以道德为主题的画作《毁灭天使》公开反驳批评他的人。该作品大小为127.8厘米 x101.9厘米，描绘了一座古典神殿受到毁灭天使和一群恶魔的攻击。一些人似乎已经死亡或神智不清，另一些则在逃跑或与恶魔缠斗。
《毁灭天使》于1832年首次展出时，因展现出的高超画技而广受赞誉，但对于其内容主题，评论家却莫衷一是。一些人称赞它生动地融合了恐惧和美丽；其他人则指责其主旨不当，并严厉批评埃蒂浪费了他的才华。正如埃蒂所希望的那样，这幅画改变了评论家对他的看法。有些人认为他在这幅作品中展现出之前作品从未达到过的深度，其余人则认为这是对他之前创作的颠覆。亨利·佩恩 (Henry Payne) 委托埃蒂创作了这幅画，并于1854年将其卖给约瑟夫·惠特沃斯 (Joseph Whitworth) 爵士。1882年，惠特沃斯将画捐赠给曼彻斯特美术馆。该画作至今仍在此展出。

## 背景

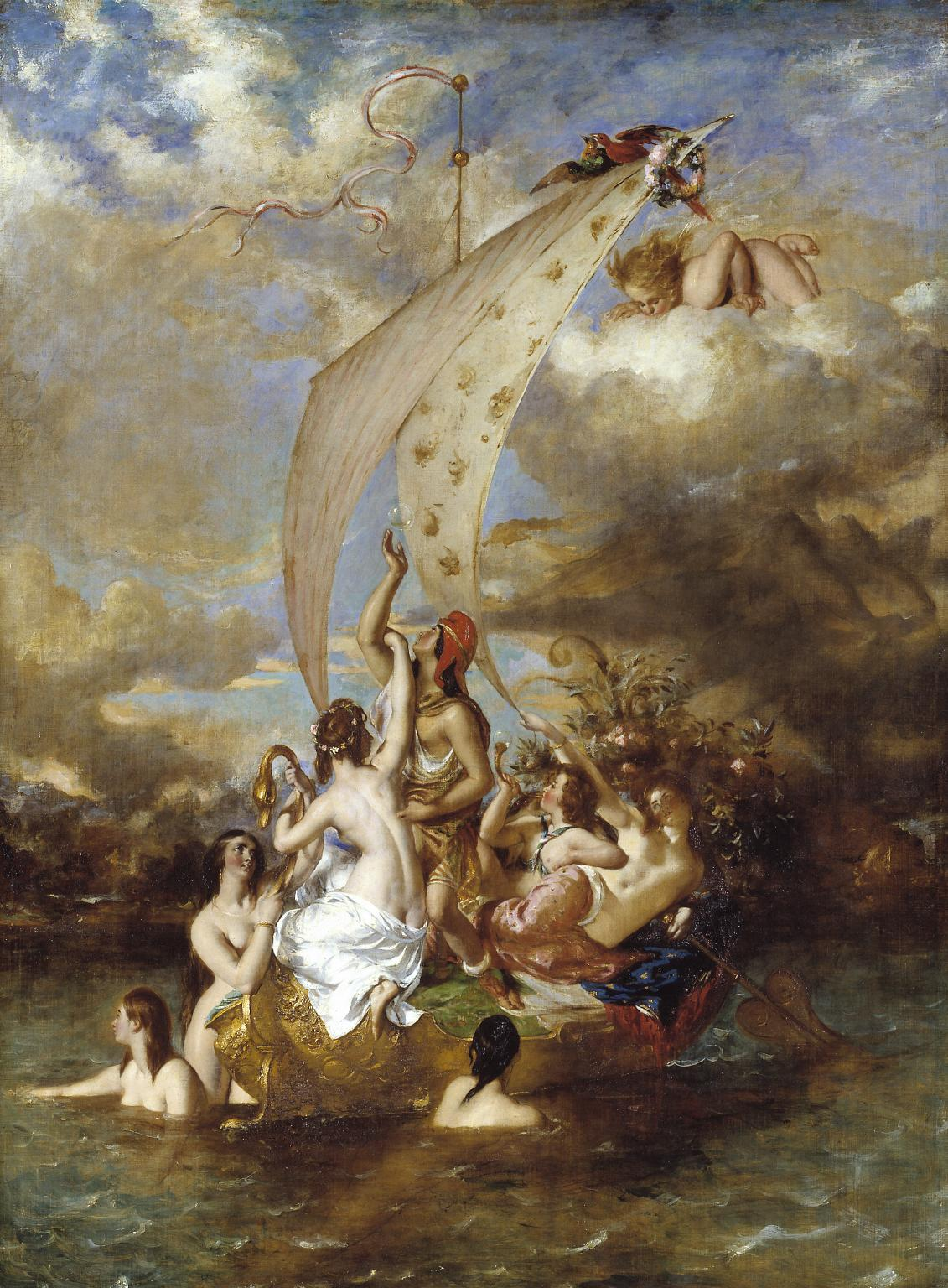
《青春在船头快乐在掌舵》被《纪事晨报》(The Morning Chronical）描述为“我们曾经希望这会是一幅古典画作，如今看来，不过是一个淫荡好色者的纵欲”。

威廉·埃蒂（William Etty ，1787-1849年）是约克一位面包师、磨坊主的第七子。 他最初在赫尔当印刷学徒。 18岁时，他结束了为期七年的学徒生涯，搬到伦敦，希望成为一名画家。 深受提香和鲁本斯的影响，他因画《圣经》、文学和神话故事中的裸体人物而出名， 许多同行都非常钦佩他。他于1828年当选为皇家艺术研究院院士，早于约翰·康斯特勃 (John Constable)。 
1820年至1829年间，埃蒂展出了15幅画作，其中14幅为裸体画。 尽管私人收藏家的收藏中包含了一些外国画家的裸体画作品，但英国没有裸体画的传统，而且自1787年《抵制罪恶宣言》发布以来，向公众展示和传播包含裸体的作品一直受到打压。 埃蒂是第一位专攻裸体画的英国画家。纵观整个19世纪，下层阶级对这些画作的反应引发了不少担忧与讨论。 尽管他的男性裸体肖像画被普遍接受，但许多评论家谴责他反复描摹女性裸体，认为这是低俗下流的行为。  埃蒂的《船头的青春和掌舵的愉悦》于1830年完成并于1832年展出，因其“蛊惑人心”和“耽于肉欲”而招致严厉尖刻的批评，《纪事晨报》评论道：“[埃蒂]不应该带着这种不圣洁的幻想负隅顽抗，妄图追寻自然到那神圣的幽深之地。他是勤奋的画师，也是出色的调色师；但他没有足够的品味或贞洁的心灵来探寻赤裸的本真。” 
《纪事晨报》一再攻击他所谓的低俗、品味低下和缺乏创造力，于是埃蒂决心创作一部作品来证明批评他的人是错误的。 这部作品就是《毁灭天使和恶魔打断残暴者与纵欲者的狂欢》。 
《毁灭天使》是1822年受莱斯特的亨利·佩恩委托创作的油画。佩恩承诺会付给埃蒂60基尼（大约等同于现在的6100英镑 ）。 佩恩给予埃蒂完全的创作自由， 但埃蒂一直毫无想法，直到受《纪事晨报》刺激，他决定重新开始创作这幅作品，并于1832年完成。由于埃蒂在此期间名气更上一层楼，佩恩为这幅作品支付了130基尼（大约等同于现在的13000英镑 ）。  该作品被认为受到约翰·弥尔顿和亚历山大·波普的作品以及米开朗基罗的《最后的审判》的启发，也可能受到了1830年法国大革命的启发，  埃蒂在巴黎卢浮宫访学期间正好赶上了这场大革命。 埃蒂对这个主题很有感情，说他将自己的“全部灵魂”都投入到了这部作品中。 

## 作品

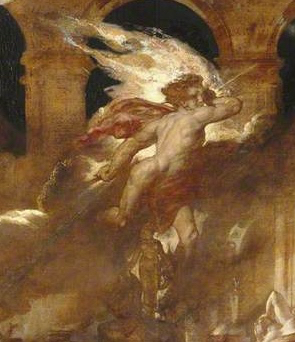
天使被烟雾笼罩，正准备投掷出一道雷电。

《毁灭天使》是一部想象瑰丽的作品，描绘了一个完全想象出来的场景，而不是历史、文学或神话中的场景。  画作长127.8厘米，宽101.9厘米，描绘了一座华丽的古典神殿。 神殿及殿内的人正受到毁灭天使和一群恶魔的攻击，他们正在绑架人们。 天使位于画作中心，被烟雾笼罩着。在摧毁了神殿一侧后，它正摆好姿势，准备猛击出一道雷电。 在天使下方，恶魔正在攻击大约25个半裸的人。每个人都姿势不同，以不同的表情传达恐惧的心理。 并且相较于常用的颜色，埃蒂刻意用了更苍白的色调来表现死亡和面色惨白。 与埃蒂的大多数作品一样，这些画中的人物是以工作室中摆好姿势的模特为参照，先逐一绘制，再排列组合，以产生戏剧效果，而不是直接作为群像绘制的。 
在画的右侧，恶魔拖走受惊的女性。右下角的女人转过身，看到从身后抱住她的恶魔眼中倒映着的火焰，脸上露出惊恐的愧疚。 在她身后，其他妇女或无助地与恶魔搏斗，或者昏倒了失去知觉，随即被带走。 
前部中央的人物，原型来自凯厄斯·加布里埃尔·西伯尔(Caius Gabriel Cibber)的《极度疯狂》。它是当时贝斯莱姆医院入口上方的两座纪念雕塑之一，也是著名的伦敦地标和疯狂的象征。  被锁住的人在痛苦中身体扭曲，挣扎着挣脱束缚，但一个恶魔拉着锁链另一端。 在这个疯子旁边是一个昏迷或已经死亡的赌徒，他赢来的钱散落在周围地板上。 
在疯子、恶魔和赌徒组成的画面中心背后是一群刚刚意识到正在发生什么的人。一个戴着红色弗里吉亚帽（法国和美国革命的象征）的男性人物斜倚着，手臂搂着一个女性人物的腰（约克大学的萨拉·伯内奇（Sarah Burnage）确认为酗酒女）。 女性人物遮住自己的眼睛，要么是为了遮挡天使散发的光芒，要么是为了避免看到面前恐怖的场景。 
在画左侧的背景中，神殿在天使到来后开始坍塌和燃烧，同时，坦胸露背的人们面对逐渐逼近的恶魔，正在四处逃窜。画作前部，一名醉汉模仿巴贝里尼的法翁（Barberini Faun）的姿势，捂着头， 警惕地意识到如果他不能逃脱将会面临怎样的命运，但由于喝得酩酊大醉而无法动弹。 
画面四周躺着各种衣冠不整的尸体。 《毁灭天使》是埃蒂在访问巴黎不久后创作的。在那里他亲眼目睹了七月革命，街上尸横遍野的景象和死尸的气味令他难以忘怀。 《毁灭天使》中堆积如山的尸体的灵感可能就直接来自埃蒂在法国目睹的事件，  也可能来自1832年在伦敦造成成千上万人死亡的第二次霍乱大流行。

## 反响
《毁灭天使》于1832年在皇家艺术研究院夏季展览会上首次展出。它立即引起了评论界和公众的极大兴趣，并被人们认为可以与彼得·保罗·鲁本斯的《诅咒者的陨落》 、米开朗基罗的《最后的审判》和《布勒赫尔的可怕幻想》相媲美。 

尽管这幅画的技术受到赞誉，但一些评论家却怀疑它是否能起到正面的道德影响。《美术图书馆报》批评其“浮夸”，认为它“可能激发任何一种想法，但唯独不是我们期望在艺术中看见的那种”， 而《审查员》(The Examier）则抱怨画中对受攻击女性的描绘：“埃蒂先生不应该以这种惨无人道、肆意妄为的方式对待女性。我们怀疑他是否有权利将其中任何一个女人交到恶魔手中，更不用说将几十位女性交给毁灭者了。”《泰晤士报》称：
“我们不敢自称看得懂那类既不出自历史也不来自诗歌的作品  ——毫无疑问，埃蒂先生懂；可是，就我们对这幅作品的理解来说，画作本身比画家的语言更通俗易懂，它讲的是一群身强体壮的恶魔因为女士们在外面待了这么久而怒火中烧，于是来接她们回家。”
然后批评埃蒂“不修边幅”和“滥用天赋，[浪费]在狂野又毫无意义的东西上，这些才华倘若能施展在更有意义的事情上一定大有裨益”。 尽管如此，这位评论家也承认“这幅作品具有非凡的力量”，“人物画法精湛，分组多变，令人赞叹，组合起来能呈现出一幅完整的画作，色彩生动和谐，用色十分出彩”。 
其他评论家夸赞埃蒂对末日预言的宗教意象做出的不同寻常的诠释，他可以赋予各个恶魔、受害者不同性格身形的出色能力，以及他生动的想象力。  《晨报》特别赞扬了埃蒂能够结合“素描的自信无畏”与“已完成画作的强烈冲击”，“怀揣着如诗如歌的灵感，爆裂地将脑海中的构思扔到画布上”。 著名艺术评论家威廉·保莱特·凯里（William Paulet Carey ，笔名“里多尔菲”）维护《毁灭天使》 。他特别钦佩埃蒂能平衡美感、恐怖和恐惧而不落入下乘。 凯里认为埃蒂证明了英国艺术传统与世界上任何其他艺术传统都可以平分秋色，而《毁灭天使》则是埃蒂具有“救赎恩典与救赎精神”的证据。 埃蒂的死对头《纪事晨报》在这幅画上没有发现什么可攻击的地方，他们评论说：“这幅画的上半部分精湛、宏伟和美丽。下半部分则不尽如人意，但有些人物在画家笔下栩栩如生，画得很是精细。”  《纪事晨报》的缄默不语使得凯里评论说他们“因嫉妒而沉默”。 

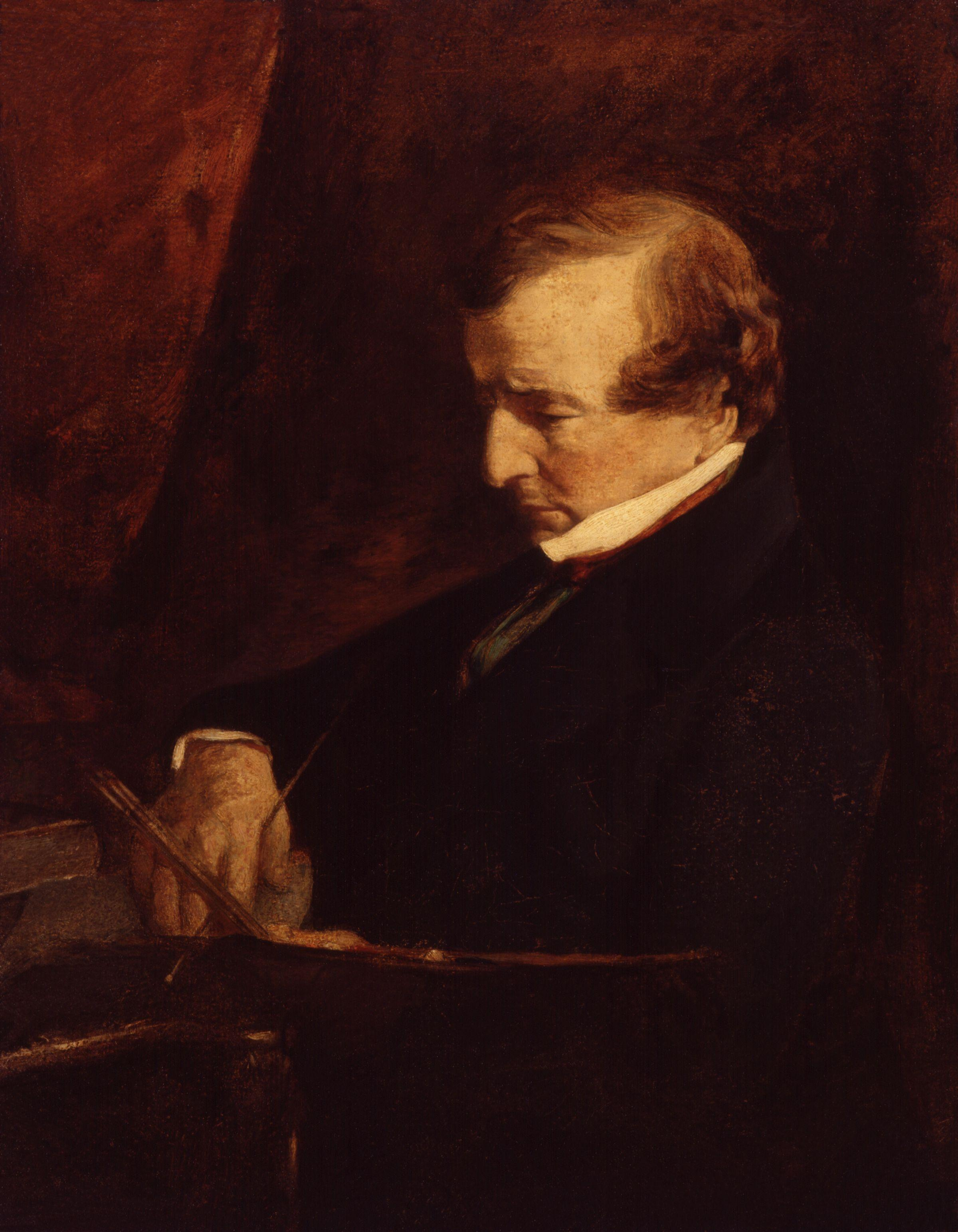
威廉·埃蒂，1844年

尽管有些批评声音，《毁灭天使》还是改变了评论家对埃蒂的看法。过去，他们普遍认为埃蒂的作品是其思想的流露，通常意在针对画中伤风败俗的性场面贬低埃蒂。 面对如此明显旨在道德教化的作品，许多批评家认为埃蒂比他们之前想的道德品质更好些。 许多人明确将《毁灭天使》视为埃蒂对裸体画的弥补，代表了埃蒂浪子回头，悔恨放弃之前的艺术主张。 《弗雷泽杂志》（Frazer's Magazine）将这幅画描述为“对[埃蒂]崇拜者的说教......他对笔下欢天喜地的女士们和她们的追求者施加了诗意的正义，他们的狂欢被打断，他们自己则被各种面容严峻的强壮魔鬼以最粗鲁的方式带走，就和那位小绅士唐璜一样”。 

## 遗产
1832年之后，埃蒂在夏季展览会上展出过80多幅画作。他仍然是一位著名的裸体画画家，但从这幅画开始，他有意识地努力宣扬道德教化。 然而，在大多数人看来，他仍然是一名色情画画家。查尔斯·罗伯特·莱斯利在埃蒂去世后不久观察道： “埃蒂本人并无下流的想法，也没有意识到那些粗鄙之人是怎样看待他的作品的。” 埃蒂生前一直保持着商业上的成功，在去世前积累了 17000 英镑的财产（大约相当于现在的190万英镑 ）。 
埃蒂于1849年去世，他的作品曾短暂受到欢迎。 随着时间的推移，人们对他的兴趣逐渐下降，到19世纪末，他所有画作的价格都已经低于原价。  1854年，亨利·佩恩以770基尼（大约相当于现在的81000英镑 ）的价格将《毁灭天使》卖给了约瑟夫·惠特沃斯爵士 ，后者于1882年将其捐赠给曼彻斯特美术馆 。这幅画至今仍留在那里。 2011-12年，约克美术馆举办大型埃蒂作品回顾展，这幅画曾在此展出。 

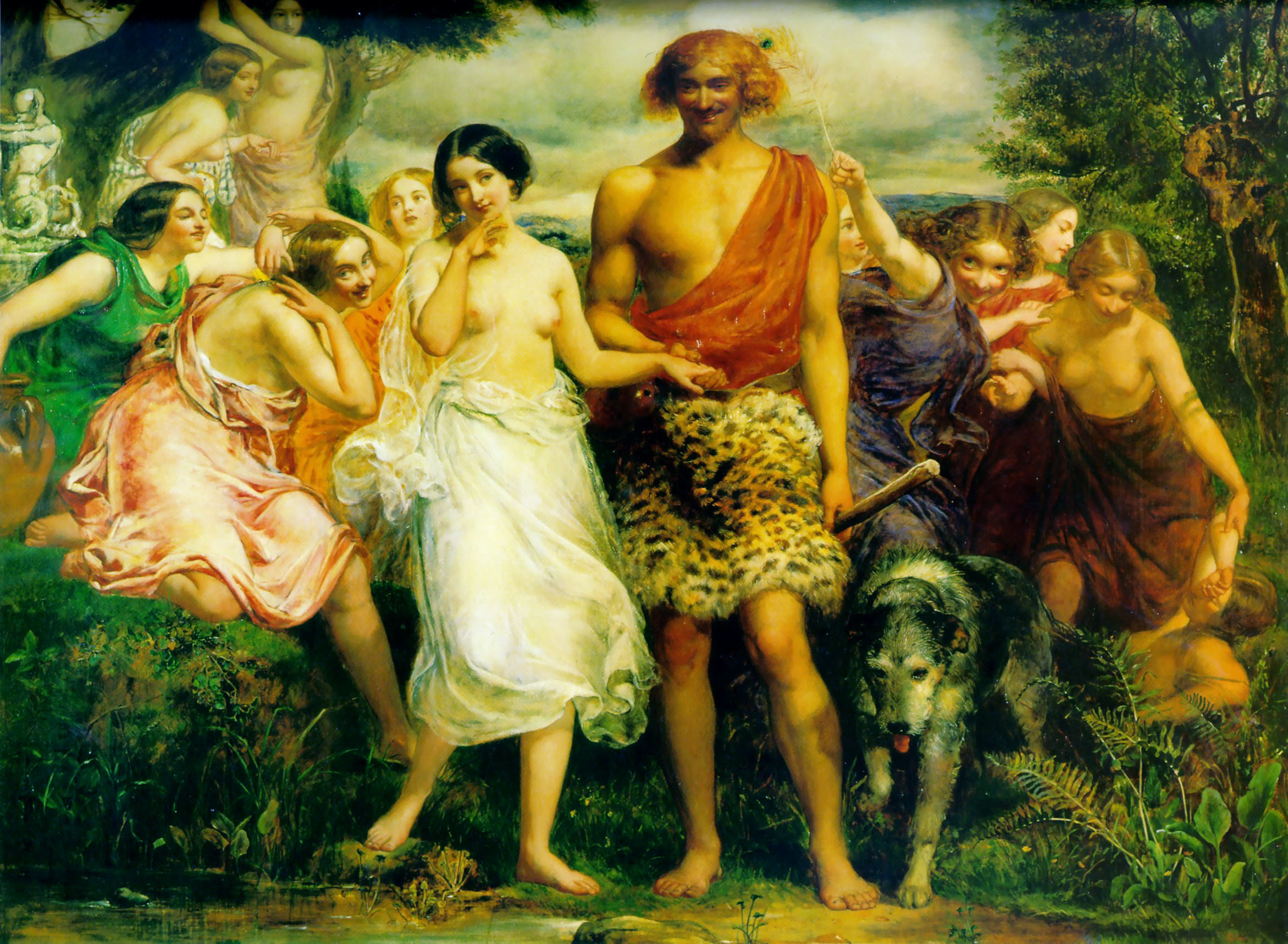
米莱的《赛蒙与伊菲革涅亚》是后来受《毁灭天使》影响的少数作品之一。

由于埃蒂迅速淡出潮流，他的作品对后世画家影响甚微。威廉·爱德华·弗罗斯特 (William Edward Frost)是埃蒂的崇拜者，他的《乌娜被法翁惊醒》（Una Alarmed by Fauns，1843年）和《乌娜与树林中的宁芙》（Una and the Wood Nymphs，1847年）在描绘一群半裸的的恶魔和人类时，有意识地借鉴了《毁灭天使》。 约翰·艾佛雷特·米莱 (John Everett Millais)的早期画作《赛蒙与伊菲格尼亚》（Cymon and Iphigenia, 1848）也是如此。 随着埃蒂的风格越来越不受欢迎，除了弗罗斯特之外，那些模仿他的艺术家很快就放弃了这种风格。埃蒂的传记作者伦纳德·罗宾逊认为，理查德·达德后来的仙子画中经常有大量半人半兽的神话生物是受到了埃蒂的影响，只是达德自己可能没有意识到这一点。 

## 脚注
1. ↑  埃蒂笔下的男性裸体肖像画主要描绘的是神话中的英雄和古典时代的战斗，在这些领域中描摹男性裸体在英国被认为是可以接受的。[11]
2. ↑  1832年皇家艺术研究院夏季展览的画作目录中描述《毁灭天使和恶魔打断残暴者与纵欲者的狂欢》为“一幅成品速写，可以划归为罗马人会称之为‘幻象’的那类作品，在历史或者诗歌中找不到它的出处”。[20]
3. ↑  《极度疯狂》与《忧郁的疯狂》是一对雕塑。它们一直由贝斯莱姆医院保管，如今就守护在贝斯莱姆心灵博物馆宏伟的楼梯的两侧。[24]
4. ↑  与脚注B相同。[20]

### 笔记
1. 1 2  Burnage & Bertram 2011，第24頁.
2. 1 2 3  Robinson 2007，第185頁.
3. 1 2  Burnage 2011d，第33頁.
4. ↑  Gilchrist 1855，第23頁.
5. ↑  .  線上版. 牛津大學出版社. doi:10.1093/ref:odnb/8925. 需要订阅或英国公共图书馆会员资格
6. 1 2  . Manchester Art Gallery.   [10 February 2015]. （原始内容存档于11 February 2015）.
7. ↑  Burnage 2011b，第118頁.
8. 1 2  Burnage 2011d，第32頁.
9. ↑  Smith 2001，第53頁.
10. ↑  Smith 2001，第55頁.
11. ↑  Burnage 2011d，第32–33頁.
12. ↑  Burnage 2011d，第36頁.
13. 1 2 3 4 5 6  Burnage 2011d，第37頁.
14. 1 2 3 4  见英国零售价指数，数据来自Clark, Gregory. . MeasuringWorth. 2017  [2022-06-11].
15. ↑  Farr 1958，第23頁.
16. ↑  Burnage 2011a，第167頁.
17. 1 2 3 4  Burnage 2011d，第39頁.
18. 1 2 3 4  Burnage 2011d，第40頁.
19. 1 2  Robinson 2007，第186頁.
20. 1 2  . The Times (14860) (London). 24 May 1832. col F, p. 3.
21. 1 2 3 4  Burnage 2011b，第131頁.
22. 1 2 3 4 5 6 7 8  Burnage 2011d，第38頁.
23. ↑  Burnage 2011c，第220頁.
24. ↑  . London: Bethlem Museum of the Mind. 2015  [6 April 2015]. （原始内容存档于2024-01-13）.
25. ↑  . Library of the Fine Arts (London: M. Arnold). July 1832, 4 (18): 57.
26. ↑  Burnage 2011d，第39–40頁.
27. ↑  Burnage 2011d，第40–41頁.
28. 1 2  Burnage 2011d，第41頁.
29. ↑  Burnage 2011d，第41–42頁.
30. 1 2  Burnage 2011d，第42頁.
31. ↑  . Fraser's Magazine for Town and Country (London: James Fraser). July 1832, 5 (30): 719.
32. ↑  Leslie, Charles Robert. . The Athenæum (London). 30 March 1850, (1170): 352.
33. 1 2  Robinson 2007，第440頁.
34. ↑  Robinson 2007，第283頁.
35. ↑  . Art UK.   [7 April 2015]. （原始内容存档于2023-03-21）.
36. ↑  Burnage 2011b，第130頁.
37. ↑  Robinson 2007，第433頁.
38. ↑  Robinson 2007，第437頁.
39. ↑  Robinson 2007，第438頁.